# Y Felinheli
Y Felinheli (äldre engelska: Port Dinorwic) är en ort och community i Storbritannien.   Den ligger i kommunen Gwynedd och riksdelen Wales, i den sydvästra delen av landet, 300 km nordväst om huvudstaden London. Antalet invånare är 2 284.